# جورج إيفرست
الكولونيل السير جورج إيفرست (بالإنجليزية: George Everest، النطق: /ˈiːvr[invalid input: 'ɨ']st/) ـ (4 يوليو 1790 ـ 1 ديسمبر 1866) هو مسّاح وجغرافي ويلزي، كان مساحًا عامًا للهند في الفترة من سنة 1830 إلى 1843.
يرجع إلى إيفرست جانب كبير من الفضل في إنهاء المسح التثليثي الكبير للهند، الذي كان قد بدأه وليم لامتون سنة 1806 ودام لعدة عقود.
في سنة 1865، كرّمت الجمعية الجغرافية الملكية إيفرست بإطلاق اسمه على قمة إيفرست، أعلى قمة في العالم، رغم اعتراض إيفرست نفسه. وقد اضطلع بمسح هذه القمة أندرو سكوت ووه، الذي خلف إيفرست في منصب مسّاح عموم الهند.
توفي إيفرست في لندن سنة 1866، ودُفن في كنيسة سانت أندرو في هوف، قرب برايتون.

## سيرته الذاتية

### بداية مسيرته المهنية في الهند
لم يُعرف الكثير عن السنوات الأولى لإفرست في الهند، ولكن من الواضح أنه تمتّع بموهبة في الرياضيات وعلم الفلك. انتُدب إلى جاوة في عام 1814، حيث عينه نائب الحاكم، ستامفورد رافلز ليقوم بمسح للجزيرة. عاد إلى البنغال في عام 1816، حيث طور معلومات البريطانيين حول نهر الغانج ونهر الهوغلي. قام في وقت لاحق بمسح خط الإشارة الممتد من كلكتا إلى فاراناسي، والذي يغطي ما يقرب من 400 ميل (640 كم). لفتت أعمال إيفرست انتباه الكولونيل ويليام لامتون، قائد مشروع المسح المثلثي الكبير(جي تي إس)، فعينه كمساعده الرئيسي. انضم إلى لامتون في حيدر أباد في عام 1818، حيث كان بصدد مسح قوس خط الزوال في شمال كنياكماري. كان مسؤولاً عن الكثير من العمل الميداني، وفي عام 1820 أصيب بالملاريا، ما استلزم فترة نقاهة قضاها في رأس الرجاء الصالح.
عاد إيفرست إلى الهند في عام 1821. وقد نجح في منصب المشرف على مشروع (جي تي إس)عند وفاة لامبتون في عام 1823، على مدى السنوات التالية، وسّع ما قام به سلفه من جهود على القوس ليصل حتى سيلودج، في مدهيا برديش الحالية. عانى إيفرست من سوء حالته الصحية، وتركته آثار الحمى والروماتيزم نصف مشلول. غادر إلى إنجلترا في عام 1825، حيث أمضى السنوات الخمس التالية كفترة نقاهة. انتُخب إيفرست ليكون زميلًا في الجمعية الملكية في مارس عام 1827. أمضى معظم وقت فراغه في الضغط على شركة الهند الشرقية للحصول على معدات أفضل ودراسة الأساليب التي تستخدمها وكالة أوردنانس سيرفي (مسح الذخائر)، وكثيرا ما تراسل مع توماس فريدريك كولبي.

### مسّاح عام للهند
عاد إيفرست إلى الهند في يونيو عام 1830، لمواصلة عمله على مشروع جي تي إس، وعُيّن في الوقت نفسه مسّاحًا عامًا للهند. تم الانتهاء أخيرًا من القوس المُمتد من كنياكماري إلى الحدود الشمالية للهند البريطانية في عام 1841، تحت إشراف أندرو سكوت، ما أثار استياءه أنه صرف الكثير من وقته على الأمور الإدارية، فضلاً عن مكافحة الانتقادات الموجهة له من موطنه. عينت شركة الهند الشرقية توماس جيرفيس خلفًا لإيفرست بشكل مؤقت، وأرسل جيرفيس لاحقًا سلسلة من الخطابات إلى الجمعية الملكية حول العيوب الملموسة في أساليب إيفرست. رداً على ذلك، كتب إيفرست سلسلة من الرسائل المفتوحة للأمير أوغسطس فريدريك، دوق ساسكس، رئيس الجمعية، لام فيها الجمعية على «التدخل في أمور لا يعرفون عنها الكثير». انسحب جيرفيس من الترشح للمنصب، ونجح إيفرست في تعيين ربيبه ووه خلفًا له. استقال في نوفمبرعام 1842 وألغيت لجنته رسميًا في ديسمبر عام 1843، ثم عاد إلى إنجلترا.

### حياته اللاحقة
في عام 1845، كان إيفرست مسافرًا على متن الرحلة الأولى لسفينة إس إس غريت بريتن، والتي كانت أول رحلة في العالم عبر المحيط بواسطة سفينة بخارية تعمل بمروحة دافعة. في عام 1847، نشر إيفرست كتاب بعنوان حساب لقياسات قسمين من قوس خط الزوال في الهند، حيث حصل على ميدالية من الجمعية الفلكية الملكية. انتُخب لاحقًا للالتحاق بزمالة الجمعية الملكية الآسيوية والجمعية الجغرافية الملكية. رُقّيَ إيفرست إلى رتبة عقيد في عام 1854، وحصل على رتبة قائد في وسام الحمام في فبرايرعام 1861، وأنشأ درجة الفارس في مارس عام 1861. توفي في منزله في حدائق هايد بارك في 1 ديسمبر عام 1866، ودفن في كنيسة القديس أندرو، في هوف، بالقرب من برايتون.

## روابط خارجية
- جورج إيفرست على موقع الموسوعة البريطانية (الإنجليزية)
- جورج إيفرست على موقع إن إن دي بي (الإنجليزية)